# Nazionale maschile di hockey su ghiaccio del Belgio
La nazionale di hockey su ghiaccio maschile del Belgio è controllata dalla Federazione di hockey su ghiaccio del Belgio, la federazione belga di hockey su ghiaccio, ed è la selezione che rappresenta il Belgio nelle competizioni internazionali di questo sport.

## Partecipazioni
A livello olimpico la rappresentativa belga ha partecipato a quattro edizioni dei Giochi olimpici, tutte in tempi remoti: 1920, 1924, 1928 e 1936.
A livello di campionati mondiali ha ottenuto i risultati migliori negli anni '30 e '40, con un settimo posto raggiunto nel 1950.
A livello europeo la squadra ha conquistato una medaglia d'oro nel 1913, una d'argento nel 1927 e tre medaglie di bronzo negli anni 1910, 1911 e 1914.